# Fossil (logiciel)
Pour les articles homonymes, voir Fossil.
Fossil est une forge logicielle, basée sur un logiciel de gestion de versions décentralisé intégrant, par le biais d'une interface web, un logiciel de suivi de problèmes et un wiki.
Développé en C par D. Richard Hipp, Fossil est léger et repose sur une base de données SQLite du même auteur.

## Fonctions
Fossil est un logiciel serveur multiplate-forme capable de s'exécuter sur Linux, Mac OS X et Microsoft Windows. Il offre un système de gestion de version décentralisé, accompagné d'un outil de suivi de bug, d'un wiki et offre également des fonctions de weblog. Le logiciel contient une interface web donnant accès aux services précités et facilitant la gestion d'un petit projet. Il suffit à l'utilisateur de taper fossil ui dans tout répertoire contenant une copie d'un dépôt Fossil et ce dernier lance automatiquement le navigateur web avec une page détaillant l'historique des versions du code et présentant des informations sur le statut du projet.
De par sa nature distribuée, Fossil ne nécessite pas de serveur central, bien que la collaboration entre développeurs soit facilitée s'il en existe un.
Le contenu est stocké au sein d'une base de données SQLite qui assure l'atomicité des transactions et l'intégrité des données malgré toute éventuelle interruption (coupure électrique, plantage du système, etc.).
Fossil est un logiciel libre licencié depuis 2010 sous un contrat BSD ; auparavant le projet s'était placé sous la licence publique générale GNU (GPL).
Un certain nombre de projets ont déclaré avoir migré de systèmes de gestion de versions plus avancés vers Fossil[réf. nécessaire] en raison de sa simplicité d'utilisation tout en offrant les fonctions nécessaires à la plupart des projets.